# Pont del Cavall
Pont del Cavall és una obra de Navès (Solsonès) inclosa a l'Inventari del Patrimoni Arquitectònic de Catalunya.

## Descripció
Pont del Cavall, d'un sol arc, tot de pedra d'esquena d'ase i datat en una pedra a l'entrada del Pont Can Cavall 1915, està molt ben conservat.

## Història
DE SOLSONA A SANT LLORENÇ DELS PITEUS. Per la vall del Cardener.
2h 50m de Solsona al Pont del Llop.
3h 40m Cavall, antiga casa de Pagés. S'obria a sota el Pont de Can Cavall de moderna construcció bastit per comunicar els dos vessants del riu. (Comarca del Cardener. Pàg.244)